# Papa Demba Camara
Pape Demba Oumar Camara (ur. 16 stycznia 1993 w Pout) – senegalski piłkarz grający na pozycji bramkarza. Od 2016 jest piłkarzem klubu Grenoble Foot 38.

## Kariera piłkarska
Swoją karierę piłkarską Camara rozpoczął w klubie Étoile Lusitana. Następnie trenował w juniorach takich klubów jak Dakar UC i SC Braga. W 2011 roku został zawodnikiem francuskiego FC Sochaux-Montbéliard. 31 marca 2012 zadebiutował w Ligue 1 w wygranym 2:1 domowym meczu ze Stade Brestois 29, gdy w 18. minucie zmienił Teddy’ego Richerta. W sezonie 2013/2014 spadł z FC Sochaux do Ligue 2. W 2016 przeszedł do Grenoble Foot 38.
| Sezon   | Klub                     | Kraj    | Rozgrywki            | Mecze | Gole |
| ------- | ------------------------ | ------- | -------------------- | ----- | ---- |
| 2011/12 | FC Sochaux-Montbéliard   | Francja | Ligue 1              | 1     | 0    |
| 2011/12 | FC Sochaux-Montbéliard B | Francja | CFA                  | 10    | 0    |
| 2012/13 | FC Sochaux-Montbéliard   | Francja | Ligue 1              | 0     | 0    |
| 2012/13 | FC Sochaux-Montbéliard B | Francja | CFA                  | 15    | 0    |
| 2013/14 | FC Sochaux-Montbéliard   | Francja | Ligue 1              | 1     | 0    |
| 2013/14 | FC Sochaux-Montbéliard B | Francja | CFA                  | 12    | 0    |
| 2014/15 | FC Sochaux-Montbéliard   | Francja | Ligue 2              | 4     | 0    |
| 2014/15 | FC Sochaux-Montbéliard B | Francja | CFA                  | 7     | 0    |
| 2015/16 | FC Sochaux-Montbéliard   | Francja | Ligue 2              | 7     | 0    |
| 2015/16 | FC Sochaux-Montbéliard B | Francja | CFA                  | 12    | 0    |
| 2016/17 | Grenoble Foot 38         | Francja | CFA                  | 0     | 0    |
| 2017/18 | Grenoble Foot 38         | Francja | Championnat National | 4     | 0    |

## Kariera reprezentacyjna
W reprezentacji Senegalu Camara zadebiutował 31 maja 2014 roku w zremisowanym 2:2 towarzyskim meczu z Kolumbią, rozegranym w Buenos Aires. W 2015 roku został powołany do kadry na Puchar Narodów Afryki 2015. Był na nim rezerwowym i nie rozegrał żadnego meczu.